# 薁
薁又名蓝烃，是萘的同分异构体，分子式為C10H8，為青蓝色片状晶体。它的偶极矩对碳氢化合物来说不寻常高。

## 化学性质

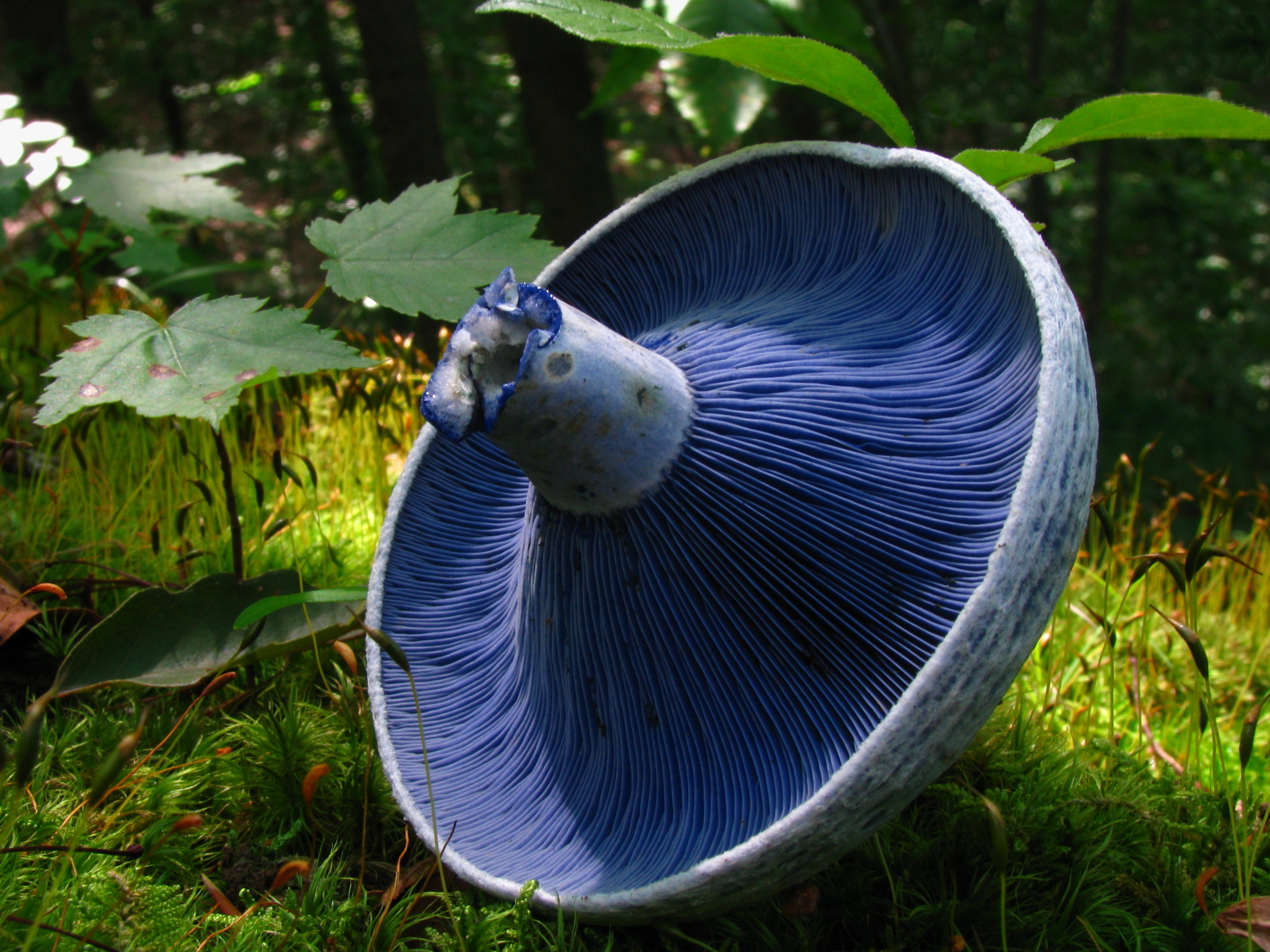
蓝绿乳菇的蓝色是由薁的衍生物硬脂酸(7-异丙烯基-4-甲基-1-薁基)甲酯导致的。

薁的共振结构示意图

薁是一种含有七元环与五元环的稠环芳烃。和萘相似，薁分子中含有10个π电子的共振结构，但是其共振稳定能只有萘的一半。薁可看做由环庚三烯正离子（䓬离子）和环戊二烯负离子构成，因此薁分子具有约1.08D的电偶极矩。由于极性，薁的五元环一侧容易发生亲电取代反应，七元环一侧容易发生亲核取代反应。薁的芳香性略低于萘，更容易加氢生成环戊烷并环庚烷。
薁在基态的极性反映在它的深色上，这对于小的不饱和芳族化合物来说是不寻常的。薁不符合卡莎规则，其许多衍生物也都不会在最低激发态发出荧光。

## 合成
由于薁的特殊结构，科学家一直关注其合成方法。1939年，科学家St. Pfau和Plattner用茚满和重氮乙酸乙酯首次人工合成薁。
有效的薁一锅法涉及了环戊二烯与不饱和的C5合成子的环化。环庚三烯前体的替代方法早已为人所知，下面显示了一种说明性方法。
步骤：
1. 环庚三烯和三氯乙酰氯生成的二氯乙烯酮的 2+2 环加成反应
2. 重氮甲烷的插入反应（英语：Insertion reaction）
3. 用二甲基甲酰胺脱卤化氢
4. 用硼氢化钠通过Luche还原反应还原成醇
5. 伯吉斯试剂的消除反应
6. 四氯对苯醌氧化
7. 用聚甲基氢硅氧烷（英语：polymethylhydrosiloxane）、乙酸钯、磷酸钾和DPDB配体脱卤（英语：dehalogenation）

## 薁配合物
在有机金属化学中，薁可作为低价金属中心的配体，其配合物包括 (azulene)Mo2(CO)6和(azulene)Fe2(CO)5。

## 相关化合物
1-羟基薁是不稳定的绿色油状液体，没有酮-烯醇互变异构。稳定的2-羟基薁可以由2-甲氧基薁和氢溴酸反应而成，有酮-烯醇互变异构。它的酸性比苯酚和萘酚强，在水中的pKa为8.71。6-羟基薁的酸性更强，在水中的 pKa为7.38。
在萘并[a]薁中，萘环和薁的1,2-位置键合。这个系统与[4]螺烯类似，并非一个平面。